# ماتی هاوتاماکی
ماتی هاوتاماکی (فنلاندی: Matti Hautamäki؛ زادهٔ ۱۴ ژوئیهٔ ۱۹۸۱) اسکی‌باز پرش اهل فنلاند است.